# John d'Oultremont

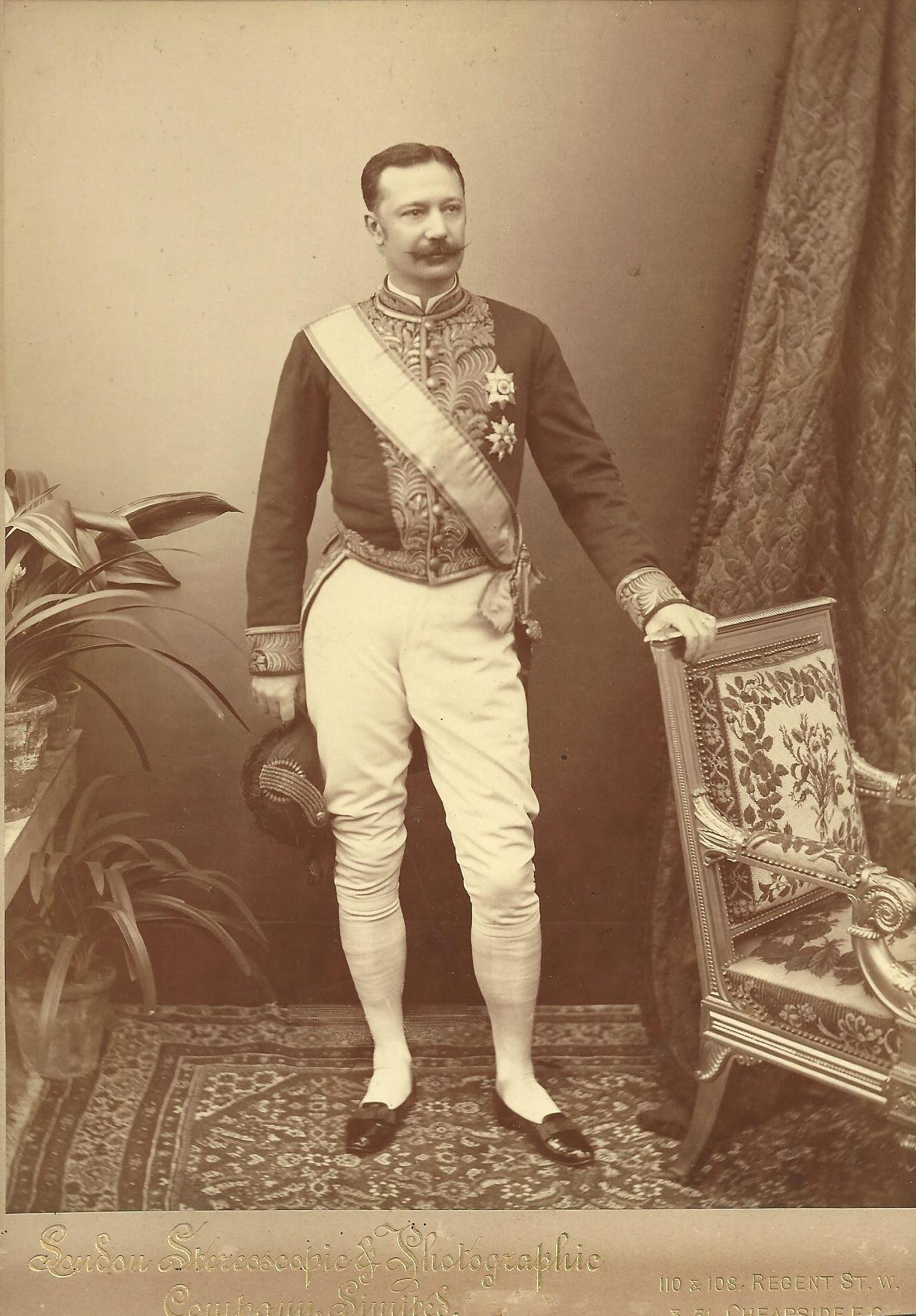
John d'Oultremont

Graaf Charles-Jean (John) d'Oultremont (Brussel, 25 mei 1848 - aldaar, 23 december 1917) was een Belgisch edelman, militair en hofdignitaris.

## Biografie

### Familie
Graaf John d'Oultremont was een telg uit de familie d'Oultremont. Hij was een zoon van graaf Ferdinand d'Oultremont (1797-1868), kamerheer van koning Willem en prins Frederik, en Isabelle Bonham (1808-1872). Hij was een broer van graaf Émile d'Oultremont, burgemeester van Gondregnies en senator, en graaf Adrien d'Oultremont, militair en volksvertegenwoordiger. Zijn tante, gravin Henriette d'Oultremont de Wégimont, was de morganatische tweede echtgenote van koning Willem I na diens troonsafstand.
Hij trouwde in 1881 in Brussel met gravin Renée de Merode (1859-1941), dochter van graaf Louis de Merode, senator. Ze kregen drie zoons, met afstammelingen tot heden.
Hij was een schoonbroer van graaf Werner de Merode, burgemeester van Loverval en senator, graaf Paul de Borchgrave d'Altena, diplomaat en kabinetschef van koning Leopold II, en baron Edmond Whettnall (1843-1913), burgemeester van Nieuwerkerken, provincieraadslid van Limburg en senator.

### Loopbaan
D'Oultremont studeerde vanaf 1865 aan de Militaire School. In 1867 verliet hij deze als onderluitenant. Hij verliet het leger in 1889 als kapitein-commandant van de cavalerie. Vervolgens trad hij in dienst van de koninklijke hofhouding. Hij was achtereenvolgens ordonnantieofficier, adjudant, maarschalk van het Hof van en na het overlijden van graaf Théodore van der Straeten-Ponthoz in 1889 Grootmaarschalk van het Hof.
Hij was een trouwe en intieme medewerkers van de vorst en steunde hem dan ook in zijn koloniaal project in Afrika, de Onafhankelijke Congostaat. Hij ging onder meer op zoek naar financiers voor de bouw van een spoorlijn en bekleedde bestuursmandaten in verschillende koloniale ondernemingen, waaronder de Compagnie du chemin de fer du Congo, de Société anonyme belge pour le commerce du Haut-Congo en de Compagnie du Katanga. In 1890 ontving hij ontdekkingsreiziger Henry Morton Stanley op het station Brussel-Zuid. Hij was ook voorzitter van de Koninklijke Schenking, die in 1903 werd opgericht nadat de koning diverse eigendommen aan de Belgische Staat had geschonken.
Leopold II overleed in 1909. D'Oultremont was aanwezig bij zijn sterfbed en bracht vervolgens minister van Justitie Léon de Lantsheere op de hoogte opdat hij een overlijdensakte zou opstellen. Een jaar later volgden graaf Maurice de Patoul als Ceremoniemeester van het Hof en prins Jean de Merode als Grootmaarschalk van het Hof hem onder koning Albert II op.
Tijdens de Eerste Wereldoorlog werd hij in het gevangenkamp van Holzminden geïnterneerd. Na zijn vrijlating stierf hij als gevolg van de ontberingen die hij in het kamp doorstond.